# أندرياس باليكا
أندرياس باليكا (بالسويدية: Andreas Palicka) مواليد 10 يوليو 1986 في لوند، هو لاعب كرة يد سويدي يلعب كحارس مرمى. مثل منتخب السويد لكرة اليد. سبق أن لعب مع نادي كيل لكرة اليد ونادي آلبورغ لكرة اليد.

## روابط خارجية
- أندرياس باليكا على موقع الاتحاد الأوروبي لكرة اليد (الإنجليزية)
- أندرياس باليكا على موقع نادي كيل لكرة اليد (الألمانية)
- أندرياس باليكا على موقع أوليمبيديا (الإنجليزية)
- أندرياس باليكا على موقع اللجنة الأولمبية السويدية (السويدية)